# Hibiscus gourmania
Hibiscus gourmania är en malvaväxtart som beskrevs av Hutchinson och Dalziel. Hibiscus gourmania ingår i Hibiskussläktet som ingår i familjen malvaväxter. Inga underarter finns listade i Catalogue of Life.